# Wilhelm Rediess
Wilhelm Rediess (även stavat Redieß), född 10 oktober 1900 i Heinsberg, Rhenprovinsen, död 8 maj 1945 på Skaugum, Oslo, var en tysk SS-representant i det ockuperade Norge, Obergruppenführer.
Under den tyska ockupationen av Norge 1940–1945 samarbetade Rediess med den tyske rikskommissarien Josef Terboven och den norske polischefen Jonas Lie. För att undgå rättegång och straff begick Rediess självmord genom att skjuta sig.

## Utmärkelser
- Järnkorset av första klassen
- Järnkorset av andra klassen
- Krigsförtjänstkorset av första klassen med svärd
- Krigsförtjänstkorset av andra klassen med svärd
- NSDAP:s partitecken i guld
- NSDAP:s tjänsteutmärkelse i silver
- SS tjänsteutmärkelser
- SA:s idrottsutmärkelse i guld
- Tyska riksidrottsutmärkelsen i silver
- SS Hederssvärd
- SS-Ehrenring (Totenkopfring)
- Danzigkorset av första klassen